# Bibliographie sur l'histoire du droit au Québec
Pour un article plus général, voir Histoire du droit au Québec.
Cette bibliographie de l'histoire du droit au Québec propose une liste (incomplète) des ressources qui existent sur le sujet en français et en anglais.
- Université de Montréal, « Guides de recherche en droit », Bibliothèque de droit de l'Université de Montréal
- Université de Montréal, « Réforme du code civil : sources et bibliographie », Bibliothèque de droit de l'Université de Montréal
- Patrice Vachon, « du Code civil du Québec Une vue d'ensemble du nouveau Code civil du Québec : Historique du Code civil du Québec », dans Le Réseau juridique du Québec, 2000
- Marcel Guy, « Le Code civil du Québec : un peu d'histoire, beaucoup d'espoir », Revue de droit de l'Université de Sherbrooke, vol. 23,‎ 1993, p. 453-492 (lire en ligne, consulté le 5 janvier 2016).
- Gouvernement du Québec, « Rappel historique », site du Ministère de la Justice, 23 avril 2009
- Alain Laberge (dir.), « La justice sous le Régime français », site du Ministère de la Justice, 11 octobre 2005
- Christine Veilleux, Gilles Gallichan, Sylvio Normand, « Barreau de Québec : Le barreau à l'aube de son 150e », dans le site du Barreau de Québec, 2003
- Michel Morin, « Les grandes dates de l'histoire du droit québécois, 1760-1867 », dans Actes de la XIIIe Conférence des juristes de l'État, Cowansville, Éditions Yvon Blais, 1998, 293-301 p. (lire en ligne).
- Christine Veilleux, Aux origines du Barreau québécois, 1779-1849, Sillery, Septentrion, 1997 (présentation en ligne)
- Jacques-Yvan Morin et José Woehrling, Les constitutions du Canada et du Québec du régime français à nos jours, Éditions Thémis, 1994, 2 vol.
- (en) Donald Fyson, The court structure of Quebec and Lower Canada, 1764 to 1860, Montreal History Group, 1994, 115 p. (lire en ligne),
- Collectif, « Études en histoire du droit québécois », dans Les Cahiers de droit, vol. 34, no 1, mars 1993
- Collectif, « Histoire québécoise du droit / Quebec Legal History », dans McGill Law Journal, vol. 32, no 3, juillet 1987. (Numéro spécial)
- Pierre E. Audet, Les officiers de justice : des origines de la colonie jusqu'à nos jours, Montréal : Wilson & Lafleur, 1986, 254 p.
- Jean-Claude Dubé, Les Intendants de la Nouvelle-France, Montréal : Éditions Fides, 1984, 327 p.
- André Lachance, Crimes et criminels en Nouvelle-France, Montréal : Boréal Express, 1984, 184 p.
- John Alexander Dickinson, Justice et justiciables : la procédure civile à la Prévôté de Québec, 1667-1759, Québec : Presses de l’Université Laval, 1982, 289 p. (aperçu)
- André Lachance, La justice criminelle du Roi au Canada au XVIIIe siècle : tribunaux et officiers, Québec : Les Presses de l'Université Laval, 1978, 187 p.
- Jean-Charles Bonenfant, Histoire du droit public canadien et québécois, textes et bibliographie, Université Laval, 1971
- Reynald Boult, Bibliographie du droit canadien, 1966 (compte-rendu)
- Rodolphe Lemieux, Les origines du droit franco-canadien, 1901 (en ligne)
- Edmond Lareau, Histoire du droit canadien depuis les origines de la colonie jusqu'à nos jours, Montréal : A. Périard, 1888 (en ligne)
- Gonzalve Doutre, Le droit civil canadien suivant l'ordre établi par les codes: précédé d'une histoire générale du droit canadien, Montréal, 1872 (en ligne)
- Benjamin A. Testard de Montigny, Histoire du droit canadien, 1869 (en ligne)
- Grandes dates du droit québécois et canadien, Université Laval
- Les références essentielles en droit québécois, REDQ, Université Laval
- Histoire du droit canadien - bibliographie sélective, Université Laval
- Faits saillants de notre histoire, Faculté de droit de McGill